# Euparkerella
Euparkerella – rodzaj płazów bezogonowych z podrodziny Holoadeninae w obrębie rodziny Craugastoridae.

## Rozmieszczenie geograficzne
Rodzaj obejmuje gatunki występujące w przybrzeżnych lasach atlantyckich w stanach Espírito Santo i Rio de Janeiro w Brazylii.

## Systematyka
Rodzaj zdefiniował w 1959 roku brytyjski zoolog Ivor Griffiths w artykule zatytułowanym Filogeneza Smithillus limbatus i status Brachycephalidae (Amphibia, Salientia), opublikowanym w czasopiśmie „Proceedings of the Zoological Society of London”. Gatunkiem typowym jest (oryginalne oznaczenie) E. brasiliensis.

### Etymologia
Euparkerella: gr. ευ eu ‘prawda’; Hampton Wildman Parker (1897–1968), angielski zoolog i herpetolog; łac. przyrostek zdrabniający -ella.

### Podział systematyczny
Do rodzaju należą następujące gatunki:
- Euparkerella brasiliensis (Parker, 1926)
- Euparkerella cochranae Izecksohn, 1988
- Euparkerella cryptica Hepp, Carvalho-e-Silva, Carvalho-e-Silva & Folly, 2015
- Euparkerella robusta Izecksohn, 1988
- Euparkerella tridactyla Izecksohn, 1988